# Vassilis Lakis
Vassilis Lakis - em grego, Βασίλης Λάκης (Salonica, 10 de setembro de 1976) é um ex-futebolista grego que atuava como meia-direita.

## Carreira
Após defender Naoussa e Paniliakos entre 1992 e 1998, Lakis viveu sua melhor fase na carreira atuando pelo AEK, onde teve duas passagens - na primeira, que durou 6 temporadas, jogou 145 partidas e fez 37 gols, vencendo 2 vezes a Copa da Grécia. Depois de uma rápida passagem pelo Crystal Palace (18 partidas), retornou ao AEK em 2005, participando de 49 jogos e balançando as redes 6 vezes.
Em julho de 2007, deixou novamente o AEK e assinou com o PAOK, clube de sua cidade natal, num contrato válido por 3 anos. Foram 2 temporadas nos Aspromavri, com 41 partidas disputadas e 3 gols. Encerrou a carreira em 2010, após 17 jogos com a camisa do Kavala.

## Seleção Grega
Pela Seleção Grega, Lakis estreou em 1999, fazendo parte do elenco campeão da Eurocopa de 2004, atuando em 2 partidas, contra Portugal (fase de grupos) e França (quartas-de-final). Disputou ainda a Copa das Confederações de 2005, entrando em campo apenas uma vez. Em 6 anos de carreira internacional, foram 35 partidas e 3 gols.

## Títulos
Naoussa
- Beta Ethniki: 1 (1992–93)

AEK
- Copa da Grécia: 2 (1999–2000 e 2001–02)

Grécia
- Eurocopa: 1 (2004)